# صيانكو
صيانكو «المصرية لصيانة الأجهـزة» أو (بالإنجليزية: Sianco - Egyptian Co. For Appliances Maintenance)‏ هي إحدى شركات قطاع البترول المصري

## نشاط الشركة
- صيانة وإصلاح واستبدال أجهزة البوتاجاز والسخان التي تعمل بالغاز والكهرباء.
- صيانة وإصلاح معدات الطهى والتبريد بالفنادق والمطاعم والمحلات التجارية والمستشفيات وشركات البترول.
- صيانة وإصلاح أجهزة التبريد والتكييف وجميع الأجهزة المنزلية.
- متابعة ومراجعة أعمال التركيبات والتحويلات لعملاء الغاز الطبيعى التي تقوم الشركات بتنفيذها في جميع محافظات الجمهورية.
- القيام بتصنيع وتوريد بعض المستلزمات الخاصة بأعمال توصيل الغاز الطبيعى للمنازل من مداخن وكلبسات.
- أعمال المتابعة الدورية للأجهزة التي تعمل بالغاز الطبيعى وغاز البوتاجاز.
- أعمال السباكة والصيانة الشاملة للعقارات.
- صيانة وإصلاح المحابس وخطوط مستودعات البترول وطلمبات تموين السيارات.
- إقامة المعارض لبيع الأجهزة المنزلية للعاملين بقطاع البترول.
- تنفيذ أعمال صيانة طفايات الحريق وإعادة دهانها.
- تنفيذ أعمال التركيبات الداخلية والخارجية والمداخن وتحويل الأجهزة للعمل بالغاز الطبيعى بمختلف محافظات الجمهورية.
- تنفيذ أعمال التعاقدات لعملاء الغاز الطبيعى.
- تنفيذ أعمال الرفع المساحى والمسح الميداني والتصميم لأعمال توصيل الغاز الطبيعى.
- أعمال النجارة والدهانات والكهرباء والألوميتال.

## المساهمين
يساهم في رأسمال الشركة كل من:-
- غاز مصر: 20%
- التعاون للبترول: 20%
- بتروجاس - الغازات البترولية: 20%
- مصر للبترول: 20%
- صندوق الإسكان والخدمات الاجتماعية للعاملين بقطاع البترول: 20%

## رؤساء الشركة
- أحمد عبد الله قديره.
- أيمن رشدي.[1]
- جمال حسان.[2]
- عبد المجيد الرشيدي.[3]
- محمد كروش.[4]
- مصطفى إسماعيل.[5]